# Rolanda Bell
Rolanda Chanel Bell (* 27. Oktober 1987 in New York City) ist eine panamaische Leichtathletin, die sich auf den Hindernislauf spezialisiert hat, aber auch im Mittel- und Langstreckenlauf an den Start geht.

## Sportliche Laufbahn
Erste Erfahrungen bei internationalen Meisterschaften sammelte Rolanda Bell im Jahr 2010, als sie bei den Zentralamerikaspielen in Panama-Stadt in 2:10,12 min die Silbermedaille im 800-Meter-Lauf hinter ihrer Landsfrau Andrea Ferris gewann und auch über 1500 Meter in 4:26,29 min Silber hinter Ferris gewann. Zudem siegte sie in 3:50,53 min mit der panamaischen 4-mal-400-Meter-Staffel. 2012 siegte sie in 1:20:48 h beim Halbmarathon in Hamilton auf Bermuda und wurde nach 1:22:02 h Zweite beim Knoxville Covenant Health Half Marathon. Im Jahr darauf siegte sie in 11:07,77 min im Hindernislauf bei den Zentralamerikaspielen in San José, gewann in 17:08,64 min die Silbermedaille im 5000-Meter-Lauf hinter der Guatemaltekin Élida Hernández De Xuyá und sicherte sich in 4:41,67 min Bronze über 1500 Meter hinter Landsfrau Andrea Ferris und Gladys Landaverde aus El Salvador. Anschließend gewann sie bei den Südamerikameisterschaften in Cartagena in 10:04,01 min die Silbermedaille über 3000 m Hindernis hinter der Brasilianerin Erika Lima. Zudem belegte sie Ende November in 10:111,17 min den sechsten Platz bei den Juegos Bolivarianos in Trujillo. 2014 belegte sie bei den Ibero-Amerikanischen Meisterschaften in Rio de Janeiro in 10:24,74 min den siebten Platz im Hindernislauf und anschließend wurde sie bei den Zentralamerika- und Karibikspielen (CAC) in Xalapa in 17:29,20 min Sechste über 5000 Meter.
2015 wurde sie in 1:16:01 h Dritte beim Brooklyn Half Marathon und anschließend konnte sie ihr Rennen bei den Panamerikanischen Spielen in Toronto über 3000 m Hindernis nicht beenden. Anschließend startete sie in dieser Disziplin bei den Weltmeisterschaften in Peking, verpasste dort aber mit 10:33,78 min den Finaleinzug. 2016 siegte sie in 36:12 min bei den Zentralamerikaspielen in Panama-Stadt, und im Jahr darauf gewann sie bei den Juegos Bolivarianos in Santa Marta in 10:08,56 min die Silbermedaille hinter der Peruanerin Zulema Arenas. Anschließend gewann sie bei den Zentralamerikaspielen in Managua in 4:34,81 min die Silbermedaille im 1500-Meter-Lauf hinter ihrer Landsfrau Andrea Ferris und auch im Hindernislauf musste sie sich in 10:31,43 min nur Ferris geschlagen geben. 2018 belegte sie bei den Zentralamerika- und Karibikspielen in Barranquilla in 10:30,47 min den vierten Platz über 3000 m Hindernis und wurde in 16:56,41 min Sechste über 5000 Meter.
2019 klassierte sie sich bei den Südamerikameisterschaften in Lima mit 10:17,19 min auf dem siebten Platz im Hindernislauf und erreichte anschließend in 10:34,76 min Rang zehn bei den Panamerikanischen Spielen ebendort. 2021 wurde sie dann in 10:22,33 min Achte bei den Südamerikameisterschaften in Guayaquil.

## Persönliche Bestzeiten
- 800 Meter: 2:08,63 min, 18. Juni 2011 in Holmdel
- 800 Meter (Halle): 2:10,32 min, 14. Februar 2009 in Fayetteville
- 1500 Meter: 4:19,73 min, 9. Juni 2012 in Indianapolis
  - 1500 Meter (Halle): 4:21,51 min, 20. Januar 2017 in New York City (panamaischer Rekord)
- Meile: 4:45,86 min, 25. April 2015 in Philadelphia (panamaischer Rekord)
  - Meile (Halle): 20. Januar 2017 in New York City (Südamerikarekord)
- 3000 Meter: 9:45,82 min, 1. Juni 2017 in Concord
  - 3000 Meter (Halle): 9:09,10 min, 4. Februar 2017 in New York City (panamaischer Rekord)
- 5000 Meter: 16:24,75 min, 24. April 2014 in Philadelphia
- Halbmarathon: 1:20:48 h, 15. Januar 2012 in Hamilton
- 2000 m Hindernis: 6:33,00 min, 22. Januar 2021 in Clermont (nationale Bestleistung)
- 3000 m Hindernis: 9:47,16 min, 13. Juni 2015 in New York City (panamaischer Rekord)